# Legia Warszawa (piłka nożna) w sezonie 2022/2023
Sezon 2022/2023 był 86. sezonem Legii Warszawa w Ekstraklasie i 106. rokiem w historii klubu.

## Skład
| Nr | Poz. | Piłkarz           |
| -- | ---- | ----------------- |
| 1  | BR   | Kacper Tobiasz    |
| 5  | OB   | Yuri Ribeiro      |
| 6  | OB   | Mattias Johansson |
| 7  | NA   | Tomáš Pekhart     |
| 8  | PO   | Rafał Augustyniak |
| 9  | NA   | Blaž Kramer       |
| 11 | PO   | Róbert Pich       |
| 13 | PO   | Paweł Wszołek     |
| 14 | PO   | Ihor Charatin     |
| 16 | PO   | Jurgen Çelhaka    |
| 17 | OB   | Maik Nawrocki     |
| 18 | PO   | Patryk Sokołowski |
| 19 | NA   | Carlitos          |
| 20 | NA   | Ernest Muçi       |

| Nr | Poz. | Piłkarz           |
| -- | ---- | ----------------- |
| 22 | PO   | Kacper Skibicki   |
| 25 | OB   | Filip Mladenović  |
| 27 | PO   | Josué (kapitan)   |
| 28 | PO   | Makana Baku       |
| 29 | OB   | Lindsay Rose      |
| 30 | BR   | Dominik Hładun    |
| 31 | BR   | Cezary Miszta     |
| 32 | OB   | Ramil Mustafajew  |
| 39 | NA   | Maciej Rosołek    |
| 55 | OB   | Artur Jędrzejczyk |
| 63 | PO   | Jakub Kisiel      |
| 67 | PO   | Bartosz Kapustka  |
| 86 | PO   | Igor Strzałek     |
| 99 | PO   | Bartosz Slisz     |

## Sztab Szkoleniowy
| Funkcja                                         | Imię i nazwisko         |
| ----------------------------------------------- | ----------------------- |
| Trener                                          | Kosta Runjaić           |
| Szef działu rozwoju drużyny                     | Aleksandar Rogić        |
| Asystent trenera, analityk                      | Przemysław Małecki      |
| Asystent                                        | Iñaki Astiz             |
| Trener bramkarzy                                | Arkadiusz Malarz        |
| Trener bramkarzy                                | Krzysztof Dowhań        |
| Dyrektor drużyny                                | Konrad Paśniewski       |
| Szef działu przygotowania medyczno-motorycznego | Bartosz Bibrowicz       |
| Trener przygotowania fizycznego                 | Dawid Goliński          |
| Trener przygotowania fizycznego                 | Stergios Fotopoulos     |
| Szef sztabu medycznego                          | Filip Latawiec          |
| Lekarz                                          | Karol Malec             |
| Fizjoterapeuta                                  | Bartosz Kot             |
| Fizjoterapeuta                                  | Maciej Treutz-Kuszyński |
| Fizjoterapeuta                                  | Szymon Kałuża           |
| Fizjoterapeuta                                  | Kacper Balcerak         |
| Analityk                                        | Piotr Parchan           |
| Kitman                                          | Krzysztof Rzymowski     |
| Kitman                                          | Sebastian Wołowicz      |
| Kierownik Legia LAB                             | Piotr Żmijewski         |
| Rzecznik prasowy                                | Bartosz Zasławski       |
| Szef kuchni                                     | Ewa Olejniczak          |

## Mecze towarzyskie
| 11 czerwca 2022 | Legia Warszawa                        | 3:1   | Chojniczanka Chojnice |                                                                       |
| 17:00 CET       | Josué 7' · Kapustka 31' · Rosołek 76' | (2:0) | 66' Golak             | Legia Training Center, Książenice Widzów: 0 Sędzia: Krzysztof Głuszek |

| 24 czerwca 2022 | Legia Warszawa | 0:1   | Sepsi Sfântu Gheorghe |                                                                                |
| 17:00 CET       |                | (0:1) | 27' (k.) Ștefănescu   | St. Ulrich Spielplatz, St. Ulrich am Pillersee Widzów: 50 Sędzia: Serdar Celik |

| 29 czerwca 2022 | Red Bull Salzburg               | 3:2   | Legia Warszawa      |                                                                  |
| 15:00 CET       | Šeško 59', 62' · Adamu 64' (k.) | (0:2) | 2' Josué · 19' Muçi | Red Bull Akademie, Salzburg Widzów: 0 Sędzia: Sebastian Gishamer |

| 1 lipca 2022 | Legia Warszawa              | 2:3   | Motor Lublin                                  |                                                                      |
| 17:00 CET    | Kastrati 12' · Nawrocki 44' | (2:1) | 19' Sędzikowski · 56' Rybicki · 60' (k.) Król | Legia Training Center, Książenice Widzów: 0 Sędzia: Paweł Raczkowski |

| 8 lipca 2022 | Legia Warszawa            | 2:1   | Zoria Ługańsk     |                                                                                       |
| 18:00 CET    | Josué 44' (k.) · Muçi 67' | (2:2) | 27' (k.) Nazaryna | Stadion Wojska Polskiego w Warszawie, Warszawa Widzów: 2000 Sędzia: Kamil Chmielewski |

| 20 lipca 2022 | Legia Warszawa          | 2:2   | Celtic                 |                                                                                       |
| 18:00 CET     | Rosołek 46' · Josué 66' | (0:2) | 20' Hatate · 43' Maeda | Stadion Wojska Polskiego w Warszawie, Warszawa Widzów: 10000 Sędzia: Paweł Raczkowski |

| 22 września 2022 | Legia Warszawa                    | 3:0   | Stal Rzeszów |                                             |
| 17:00 CET        | Muçi 6' · Baku 38' · Nawrocki 89' | (2:0) |              | Legia Training Center, Książenice Widzów: 0 |

| 5 grudnia 2022 | Legia Warszawa                             | 3:1   | GKS Tychy |                                             |
| 13:00 CET      | Pich 53' (k.) · Rosołek 83' · Strzałek 85' | (0:1) | 33' Rumin | Legia Training Center, Książenice Widzów: 0 |

| 10 grudnia 2022 | Legia Warszawa                                            | 4:0   | Motor Lublin |                                             |
| 13:00 CET       | Nawrocki 20' · Rosołek 40' · Strzałek 69' · Johansson 79' | (2:0) |              | Legia Training Center, Książenice Widzów: 0 |

| 16 grudnia 2022 | Legia Warszawa         | 2:1   | Ruch Chorzów  |                                             |
| 12:00 CET       | Pich 19' · Wszołek 33' | (2:0) | 77' Michalski | Legia Training Center, Książenice Widzów: 0 |

| 8 stycznia 2023 | Legia Warszawa   | 2:2   | Səbail FK               |                                         |
| 15:00 CET       | Rosołek 48', 90' | (0:1) | 5' França · 83' Abbasov | Cornelia Sports Center, Belek Widzów: 0 |

| 11 stycznia 2023 | Legia Warszawa | 0:0   | Mezőkövesd-Zsóry SE |                                         |
| 15:00 CET        |                | (0:0) |                     | Cornelia Sports Center, Belek Widzów: 0 |

| 15 stycznia 2023 | Legia Warszawa                               | 3:2   | Chemnitzer FC                  |                                         |
| 12:00 CET        | Sokołowski 20' · Johansson 52' · Rosołek 70' | (1:1) | 38' Mensah · 90' (k.) Campulka | Cornelia Sports Center, Belek Widzów: 0 |

| 15 stycznia 2023 | Legia Warszawa              | 3:2   | FK Čukarički                   |                                                          |
| 15:30 CET        | Muçi 6', 24' · Carlitos 40' | (3:1) | 44' Kovačević · 81' (k.) Owusu | Mardan Spor Kompleksi, Aksu Widzów: 0 Sędzia: Karol Arys |

| 20 stycznia 2023 | Legia Warszawa   | 2:2   | FC Magdeburg             |                                                                                        |
| 19:00 CET        | Carlitos 6', 29' | (2:2) | 10' Castaignos · 27' Itō | Stadion Wojska Polskiego w Warszawie, Warszawa Widzów: 1200 Sędzia: Tomasz Kwiatkowski |

## Rozgrywki

### Ekstraklasa

#### Tabela
| Lp. | Drużyna            | M  | Z  | R  | P  | B+ | B- | +/– | Pkt | Kwalifikacja lub spadek                                |
| --- | ------------------ | -- | -- | -- | -- | -- | -- | --- | --- | ------------------------------------------------------ |
| 1   | Raków Częstochowa  | 34 | 23 | 6  | 5  | 63 | 24 | +39 | 75  | Liga Mistrzów UEFA • I runda kwalifikacyjna            |
| 2   | Legia Warszawa (P) | 34 | 19 | 9  | 6  | 54 | 35 | +19 | 66  | Liga Konferencji Europy UEFA • II runda kwalifikacyjna |
| 3   | Lech Poznań        | 34 | 17 | 10 | 7  | 44 | 29 | +15 | 61  | Liga Konferencji Europy UEFA • II runda kwalifikacyjna |
| 4   | Pogoń Szczecin     | 34 | 17 | 9  | 8  | 57 | 46 | +11 | 60  | Liga Konferencji Europy UEFA • II runda kwalifikacyjna |
| 5   | Piast Gliwice      | 34 | 15 | 8  | 11 | 40 | 31 | +9  | 53  |                                                        |

#### Mecze
| Ekstraklasa 116 lipca 2022 | Korona Kielce | 1:1   | Legia Warszawa |                                                           |
| 19:00 CET                  | Łukowski 83'  | (0:0) | 73' Muçi       | Arena Kielce, Kielce Widzów: 14 515 Sędzia: Tomasz Musiał |

| Ekstraklasa 223 lipca 2022 | Legia Warszawa        | 2:0   | Zagłębie Lubin |                                                                                   |
| 20:00 CET                  | Wszołek 25', 90' (k.) | (1:0) |                | Stadion Wojska Polskiego w Warszawie, Warszawa Widzów: 12 216 Sędzia: Piotr Lasyk |

| Ekstraklasa 329 lipca 2022 | Cracovia                                    | 3:0   | Legia Warszawa |                                                            |
| 20:30 CET                  | Rakoczy 37' · Makuch 51' (k.) · Källman 90' | (1:0) |                | Stadion Cracovii, Kraków Widzów: 13 128 Sędzia: Damian Kos |

| Ekstraklasa 45 sierpnia 2022 | Legia Warszawa            | 2:0   | Piast Gliwice |                                                                                     |
| 20:30 CET                    | Muçi 47' · Mladenović 51' | (1:0) |               | Stadion Wojska Polskiego w Warszawie, Warszawa Widzów: 19 045 Sędzia: Tomasz Musiał |

| Ekstraklasa 512 sierpnia 2022 | Widzew Łódź | 1:2   | Legia Warszawa               |                                                                    |
| 20:30 CET                     | Lipski 90'  | (0:2) | 30' Johansson · 42' Kapustka | Stadion Widzewa Łódź, Łódź Widzów: 17 045 Sędzia: Szymon Marciniak |

| Ekstraklasa 619 sierpnia 2022 | Legia Warszawa            | 2:2   | Górnik Zabrze               |                                                                                    |
| 20:30 CET                     | Josué 83' (k.) · Rose 90' | (0:1) | 26' Paluszek · 55' Krawczyk | Stadion Wojska Polskiego w Warszawie, Warszawa Widzów: 23 210 Sędzia: Łukasz Kuźma |

| Ekstraklasa 726 sierpnia 2022 | Stal Mielec | 0:1   | Legia Warszawa |                                                                       |
| 20:30 CET                     |             | (0:0) | 74' Carlitos   | Stadion Stali Mielec, Mielec Widzów: 6 183 Sędzia: Damian Sylwestrzak |

| Ekstraklasa 82 września 2022 | Legia Warszawa  | 1:0   | Radomiak Radom |                                                                                   |
| 20:30 CET                    | Augustyniak 83' | (0:0) |                | Stadion Wojska Polskiego w Warszawie, Warszawa Widzów: 25 446 Sędzia: Piotr Lasyk |

| Ekstraklasa 911 września 2022 | Raków Częstochowa                                | 4:0   | Legia Warszawa |                                                                                   |
| 17:30 CET                     | López 30' (k.) · Nowak 79', 90+2' · Piasecki 90' | (1:0) |                | Stadion RKS Raków Częstochowa, Częstochowa Widzów: 5 500 Sędzia: Szymon Marciniak |

| Ekstraklasa 1016 września 2022 | Legia Warszawa                    | 3:2   | Miedź Legnica               |                                                                                  |
| 20:30 CET                      | Wszołek 20' · Mladenović 44', 56' | (2:2) | 2' Henríquez · 14' Narsingh | Stadion Wojska Polskiego w Warszawie, Warszawa Widzów: 18 172 Sędzia: Damian Kos |

| Ekstraklasa 111 października 2022 | Lech Poznań | 0:0   | Legia Warszawa |                                                           |
| 17:30 CET                         |             | (0:0) |                | Stadion Poznań, Poznań Widzów: 35 410 Sędzia: Piotr Lasyk |

| Ekstraklasa 128 października 2022 | Legia Warszawa | 1:0   | Warta Poznań |                                                                                        |
| 17:30 CET                         | Rosołek 23'    | (1:0) |              | Stadion Wojska Polskiego w Warszawie, Warszawa Widzów: 20 031 Sędzia: Jarosław Przybył |

| Ekstraklasa 1314 października 2022 | Wisła Płock                    | 2:1   | Legia Warszawa |                                                                                 |
| 20:30 CET                          | Lewandowski 56' · Sekulski 73' | (2:0) | 62' (k.) Josué | Stadion im. Kazimierza Górskiego, Płock Widzów: 4 300 Sędzia: Krzysztof Jakubik |

| Ekstraklasa 1422 października 2022 | Legia Warszawa | 1:1   | Pogoń Szczecin |                                                                                   |
| 17:30 CET                          | Mladenović 44' | (1:0) | 51' Bartkowski | Stadion Wojska Polskiego w Warszawie, Warszawa Widzów: 21 784 Sędzia: Piotr Lasyk |

| Ekstraklasa 1529 października 2022 | Jagiellonia Białystok   | 2:5   | Legia Warszawa                                      |                                                                                    |
| 17:30 CET                          | Gual 16' · Kowalski 77' | (1:3) | 28', 42', 72' Josué · 30' Mladenović · 47' Nawrocki | Stadion Miejski w Białymstoku, Białystok Widzów: 16 635 Sędzia: Damian Sylwestrzak |

| Ekstraklasa 164 listopada 2022 | Legia Warszawa                 | 2:1   | Lechia Gdańsk |                                                                                    |
| 20:30 CET                      | Kuciak 7' (sam.) · Ribeiro 87' | (0:0) | 57' Zwoliński | Stadion Wojska Polskiego w Warszawie, Warszawa Widzów: 20 946 Sędzia: Wojciech Myć |

| Ekstraklasa 1713 listopada 2022 | Śląsk Wrocław | 0:0   | Legia Warszawa |                                                                          |
| 17:30 CET                       |               | (0:0) |                | Stadion Miejski we Wrocławiu, Wrocław Widzów: 21 947 Sędzia: Piotr Lasyk |

| Ekstraklasa 1829 stycznia 2023 | Legia Warszawa                              | 3:2   | Korona Kielce     |                                                                                          |
| 15:00 CET                      | Josué 24' (k) · Nawrocki 36' · Kapustka 47' | (2:0) | 65', 79' Szykauka | Stadion Wojska Polskiego w Warszawie, Warszawa Widzów: 18 069 Sędzia: Damian Sylwestrzak |

| Ekstraklasa 194 lutego 2023 | Zagłębie Lubin | 1:2   | Legia Warszawa         |                                                                         |
| 20:00 CET                   | Łakomy 66'     | (0:0) | 37' Wszołek · 59' Muçi | Stadion Miejski w Lubinie, Lubin Widzów: 8 427 Sędzia: Jarosław Przybył |

| Ekstraklasa 2012 lutego 2023 | Legia Warszawa             | 2:2   | Cracovia               |                                                                                   |
| 17:30 CET                    | Nawrocki 80' · Pekhart 87' | (0:1) | 9' Rakoczy · 82' Jugas | Stadion Wojska Polskiego w Warszawie, Warszawa Widzów: 15 182 Sędzia: Piotr Lasyk |

| Ekstraklasa 2119 lutego 2023 | Zagłębie Lubin | 0:1   | Legia Warszawa |                                                                               |
| 17:30 CET                    |                | (0:0) | 74' (k.) Josué | Stadion Miejski w Gliwicach, Gliwice Widzów: 5 573 Sędzia: Damian Sylwestrzak |

| Ekstraklasa 2224 lutego 2023 | Legia Warszawa                    | 2:2   | Widzew Łódź                |                                                                                        |
| 20:30 CET                    | Wszołek 18' · Hanousek 76' (sam.) | (1:0) | 70' Hansen · 83' Pawłowski | Stadion Wojska Polskiego w Warszawie, Warszawa Widzów: 27 522 Sędzia: Jarosław Przybył |

| Ekstraklasa 234 marca 2023 | Górnik Zabrze | 0:1   | Legia Warszawa |                                                                             |
| 20:00 CET                  |               | (0:1) | 38' Pekhart    | Stadion im. Ernesta Pohla, Zabrze Widzów: 21 396 Sędzia: Bartosz Frankowski |

| Ekstraklasa 2412 marca 2023 | Legia Warszawa                | 2:0   | Stal Mielec |                                                                                  |
| 17:30 CET                   | Pekhart 49' · Mladenović 85.' | (0:0) |             | Stadion Wojska Polskiego w Warszawie, Warszawa Widzów: 16 164 Sędzia: Damian Kos |

| Ekstraklasa 2517 marca 2023 | Radomiak Radom | 0:2   | Legia Warszawa                 |                                                                            |
| 20:30 CET                   |                | (0:1) | 45+1' (k.) Josué · Rosołek 73' | Stadion im. Braci Czachorów, Radom Widzów: 4 390 Sędzia: Krzysztof Jakubik |

| Ekstraklasa 261 kwietnia 2023 | Legia Warszawa                              | 3:1   | Raków Częstochowa |                                                                                   |
| 17:30 CET                     | Pekhart 15' · Augustyniak 30' · Wszołek 63' | (2:1) | 32' Nowak         | Stadion Wojska Polskiego w Warszawie, Warszawa Widzów: 28 034 Sędzia: Piotr Lasyk |

| Ekstraklasa 2710 kwietnia 2023 | Miedź Legnica             | 2:2   | Legia Warszawa        |                                                                     |
| 20:00 CET                      | Dominguez 27' · Chuca 50' | (1:1) | 41', 90+5' (k.) Josué | Stadion Miejski w Legnicy, Legnica Widzów: 5 575 Sędzia: Damian Kos |

| Ekstraklasa 2816 kwietnia 2023 | Legia Warszawa            | 2:2   | Lech Poznań    |                                                                                   |
| 17:30 CET                      | Pekhart 13' · Wszołek 87' | (1:0) | 47', 69' Sousa | Stadion Wojska Polskiego w Warszawie, Warszawa Widzów: 27 416 Sędzia: Piotr Lasyk |

| Ekstraklasa 2921 kwietnia 2023 | Warta Poznań | 1:0   | Legia Warszawa | |
| 20:30 CET                      | Zreľák 67'   | (0:0) |                | Stadion Dyskobolii Grodzisk Wielkopolski, Grodzisk Wielkopolski Widzów: 4 428 Sędzia: Damian Sylwestrzak |

| Ekstraklasa 3028 kwietnia 2023 | Legia Warszawa              | 2:0   | Wisła Płock |                                                                                        |
| 18:00 CET                      | Josué 13' (k.) · Muçi 90+3' | (1:0) |             | Stadion Wojska Polskiego w Warszawie, Warszawa Widzów: 20 119 Sędzia: Jarosław Przybył |

| Ekstraklasa 317 maja 2023 | Pogoń Szczecin                  | 2:1   | Legia Warszawa |                                                                                  |
| 20:30 CET                 | Łęgowski 10' · Biczachczian 88' | (1:0) | 47' Rosołek    | Stadion Miejski w Szczecinie, Szczecin Widzów: 20 257 Sędzia: Damian Sylwestrzak |

| Ekstraklasa 3212 maja 2023 | Legia Warszawa                                                 | 5:1   | Jagiellonia Białystok |                                                                                  |
| 20:30 CET                  | Josué 22' · Muçi 48' · Rosołek 64' · Nawrocki 75' · Kramer 88' | (1:1) | 15' Gual              | Stadion Wojska Polskiego w Warszawie, Warszawa Widzów: 22 137 Sędzia: Damian Kos |

| Ekstraklasa 3320 maja 2023 | Lechia Gdańsk | 1:0   | Legia Warszawa |                                                                   |
| 20:00 CET                  | Gajos 90+8'   | (0:0) |                | Stadion w Gdańsku, Gdańsk Widzów: 15 832 Sędzia: Szymon Marciniak |

| Ekstraklasa 3427 maja 2023 | Legia Warszawa                     | 3:1   | Śląsk Wrocław |                                                                                   |
| 17:00 CET                  | Augustyniak 37', 49' · Rosołek 44' | (2:1) | 6' Expósito   | Stadion Wojska Polskiego w Warszawie, Warszawa Widzów: 24 874 Sędzia: Piotr Lasyk |

### Puchar Polski
| I runda 30 sierpnia 2023 | Bruk-Bet Termalica Nieciecza         | 2:3   | Legia Warszawa                       |                                                                                |
| 20:30 CET                | Błachewicz 52' · Pietraszkiewicz 86' | (0:1) | 7', 112' Carlitos · 90+2' (k.) Josué | Stadion Sportowy w Niecieczy, Nieciecza Widzów: 4 258 Sędzia: Jarosław Przybył |

| 1/16 finału 18 października 2022 | Wisła Płock | 0:3   | Legia Warszawa                      |                                                                                  |
| 20:30 CET                        |             | (0:1) | 28' Muçi · 49' Josué · 90+5' Kramer | Stadion im. Kazimierza Górskiego, Płock Widzów: 4 100 Sędzia: Damian Sylwestrzak |

| 1/8 finału 8 listopada 2022 | Lechia Gdańsk                          | 2:2 (pd.)               | Legia Warszawa                                     |                                                               |
| 20:30 CET                   | Durmuş 41' · Zwoliński 93'             | (1:0, 1:1, 2:2, k. 2:4) | 52' Josué · 117' Rose                              | Stadion w Gdańsku, Gdańsk Widzów: 9 101 Sędzia: Tomasz Musiał |
| 20:30 CET                   | · Gajos · Durmuş · Kubicki · Zwoliński | Rzuty karne             | · Mladenović · Pich · Augustyniak · Kramer · Josué | Stadion w Gdańsku, Gdańsk Widzów: 9 101 Sędzia: Tomasz Musiał |

| 1/4 finału 28 lutego 2023 | Lechia Zielona Góra | 0:3   | Legia Warszawa                           |                                                                               |
| 13:00 CET                 |                     | (0:2) | 8' Pekhart · 43' Kapustka · 71' Carlitos | Stadion MOSiR w Zielonej Górze, Zielona Góra Widzów: 4 999 Sędzia: Damian Kos |

| 1/2 finału 4 kwietnia 2023 | KKS 1925 Kalisz | 0:1   | Legia Warszawa |                                                                          |
| 20:30 CET                  |                 | (0:1) | 2' Strzałek    | Stadion Miejski w Kaliszu, Kalisz Widzów: 8 166 Sędzia: Jarosław Przybył |

Finał
| Finał 2 maja 2023 | Legia Warszawa                                                    | 0:0 (pd.)               | Raków Częstochowa                                            |                                                           |
| 16:00 CET         |                                                                   | (0:0, 0:0, 0:0, k. 6:5) |                                                              | PGE Narodowy, Warszawa Widzów: 44 701 Sędzia: Piotr Lasyk |
| 16:00 CET         | · Slisz · Rosołek · Augustyniak · Sokołowski · Wszołek · Nawrocki | Rzuty karne             | · Tudor · Svarnas · Piasecki · Nowak · Jean Carlos · Wdowiak | PGE Narodowy, Warszawa Widzów: 44 701 Sędzia: Piotr Lasyk |

## Statystyki

### Mecze i bramki
| Piłkarz           | Ekstraklasa | Ekstraklasa | Puchar Polski | Puchar Polski | Suma  | Suma   |
| Piłkarz           | Mecze       | Bramki      | Mecze         | Bramki        | Mecze | Bramki |
| ----------------- | ----------- | ----------- | ------------- | ------------- | ----- | ------ |
| Kacper Tobiasz    | 27          | 0           | 1             | 0             | 28    | 0      |
| Dominik Hładun    | 7           | 0           | 1             | 0             | 8     | 0      |
| Cezary Miszta     | 0           | 0           | 4             | 0             | 4     | 0      |
| Jakub Trojanowski | 0           | 0           | 0             | 0             | 0     | 0      |
| Mateusz Wieteska  | 2           | 0           | 0             | 0             | 2     | 0      |
| Maik Nawrocki     | 25          | 4           | 5             | 0             | 30    | 4      |
| Rafał Augustyniak | 28          | 4           | 5             | 0             | 33    | 4      |
| Yuri Ribeiro      | 24          | 1           | 5             | 0             | 29    | 1      |
| Joel Abu Hanna    | 1           | 0           | 0             | 0             | 1     | 0      |
| Lindsay Rose      | 17          | 1           | 3             | 0             | 20    | 1      |
| Artur Jędrzejczyk | 26          | 0           | 4             | 0             | 30    | 0      |
| Bartosz Slisz     | 32          | 0           | 6             | 0             | 38    | 0      |
| Paweł Wszołek     | 34          | 7           | 6             | 0             | 40    | 7      |
| Filip Mladenović  | 26          | 6           | 4             | 0             | 30    | 6      |
| Bartosz Kapustka  | 29          | 2           | 5             | 1             | 34    | 3      |
| Josué Pesqueira   | 32          | 12          | 5             | 3             | 37    | 15     |
| Ihor Charatin     | 9           | 0           | 0             | 0             | 9     | 0      |
| Igor Strzałek     | 13          | 0           | 2             | 1             | 15    | 1      |
| Patryk Sokołowski | 18          | 0           | 5             | 0             | 23    | 0      |
| Mattias Johansson | 11          | 1           | 3             | 0             | 14    | 1      |
| Makana Baku       | 22          | 0           | 5             | 0             | 27    | 0      |
| Jurgen Çelhaka    | 7           | 0           | 3             | 0             | 10    | 0      |
| Kacper Skibicki   | 0           | 0           | 0             | 0             | 0     | 0      |
| Róbert Pich       | 17          | 0           | 2             | 0             | 19    | 0      |
| Jakub Kisiel      | 0           | 0           | 0             | 0             | 0     | 0      |
| Filip Rejczyk     | 0           | 0           | 0             | 0             | 0     | 0      |
| Jakub Jędrasik    | 0           | 0           | 0             | 0             | 0     | 0      |
| Ernest Muçi       | 32          | 5           | 5             | 1             | 37    | 6      |
| Maciej Rosołek    | 34          | 5           | 6             | 0             | 40    | 5      |
| Lirim M. Kastrati | 1           | 0           | 0             | 0             | 1     | 0      |
| Tomáš Pekhart     | 13          | 5           | 3             | 1             | 16    | 6      |
| Carlitos          | 21          | 1           | 4             | 3             | 25    | 4      |
| Blaž Kramer       | 12          | 1           | 2             | 1             | 14    | 2      |

### Najlepsi strzelcy
| Lp. | Piłkarz           | Ekstraklasa | Puchar Polski | Suma |
| --- | ----------------- | ----------- | ------------- | ---- |
| 1.  | Josué Pesqueira   | 12          | 3             | 15   |
| 2.  | Paweł Wszołek     | 7           | 0             | 7    |
| 3.  | Tomáš Pekhart     | 5           | 1             | 6    |
| 3.  | Filip Mladenović  | 6           | 0             | 6    |
| 3.  | Ernest Muçi       | 5           | 1             | 6    |
| 6.  | Maciej Rosołek    | 5           | 0             | 5    |
| 7.  | Carlitos          | 1           | 3             | 4    |
| 7.  | Maik Nawrocki     | 4           | 0             | 4    |
| 7.  | Rafał Augustyniak | 4           | 0             | 4    |
| 10. | Bartosz Kapustka  | 2           | 1             | 3    |
| 11. | Blaž Kramer       | 1           | 1             | 2    |
| 12. | Igor Strzałek     | 0           | 1             | 1    |
| 12. | Lindsay Rose      | 1           | 0             | 1    |
| 12. | Yuri Ribeiro      | 1           | 0             | 1    |